# Pseudoaspidogaster betwai
Pseudoaspidogaster betwai är en plattmaskart som beskrevs av Agrawal och Sharma 1990. Pseudoaspidogaster betwai ingår i släktet Pseudoaspidogaster och familjen Aspidogastridae. Inga underarter finns listade i Catalogue of Life.